# Cryphia eretina
Cryphia eretina är en fjärilsart som beskrevs av Calberla 1888. Cryphia eretina ingår i släktet Cryphia och familjen nattflyn. Inga underarter finns listade i Catalogue of Life.